# Olympio Barbosa
Olympio Antonio Barbosa (Palmeiras, 1870 — ?, ?) foi um professor, jornalista, latifundiário e político brasileiro. Exerceu o mandato de deputado estadual na Bahia durante a República Velha, com destaque para a legislatura de 1923 a 1928.
Destacou-se na política em sua cidade natal, onde foi vereador, presidente do Poder Legislativo e chefe do Poder Executivo local, onde era conhecido como "Coronel Olympio Barbosa". Entre 1918 e 1919, ele se tornou o 10ª intendente que chefiou o poder executivo do município de Palmeiras, situado na Chapada Diamantina, no estado da Bahia.
Jornalista, Olympio Barbosa foi membro da Associação Baiana de Imprensa (ABI).
Em 1956, Olympio Barbosa publicou o livro "Horácio de Mattos – Sua vida e suas lutas", obra biográfica sobre Horácio de Matos, coronel interiorano na Chapada Diamantina durante a República Velha.